# Limón (provincie)
Limón is een provincie van Costa Rica. Ze bevindt zich in het oosten van het land en neemt de hele Caribische kust van Costa Rica in. Limón grenst aan de provincies Puntarenas, San José, Cartago en Heredia. In het noorden grenst ze aan Nicaragua en in het zuiden aan Panama. De hoofdstad is Puerto Limón, die ook Limón genoemd wordt.
Limón heeft een oppervlakte van 9189 km², bijna achttien procent procent van Costa Rica. Er wonen 386.682 mensen (2011), wat bijna negen procent van de totale bevolking van Costa Rica is.
Ongeveer de helft van de bewoners van Limón zijn zwart. Naast Spaans wordt er een Engelse creolentaal gesproken.

## Kantons
Limón is verdeeld in zes gemeenten (cantón) (hoofdplaatsen tussen haakjes):
- Guácimo (Guácimo)
- Limón (Puerto Limón)
- Matina (Matina)
- Pococí (Guápiles)
- Siquirres (Siquirres)
- Talamanca (Bribri)

Alajuela · Cartago · Guanacaste · Heredia · Limón · Puntarenas · San José